# Anna Dubois
Anna Dubois, född 1962, är en svensk maskiningenjör. Hon är sedan 2007 professor i industriell marknadsföring och inköp vid Chalmers tekniska högskola. Sedan 1 januari 2018 är hon Chalmers prorektor och vice VD. I sin roll som prorektor har Anna Dubois ett övergripande ansvar för Chalmers styrkeområden. Hon har även ett särskilt samordningsansvar för jämställdhet inom rektorsgruppen.
Anna Dubois utexaminerades 1987 som civilingenjör i maskinteknik vid Chalmers och disputerade 1994 vid sektionen Teknikens ekonomi och organisation. Hon blev 2004 biträdande professor i industriell marknadsföring och utsågs till ordinarie professor 2007.

## Utmärkelser
Anna Dubois invaldes 2010 som ledamot av Kungliga Vetenskaps- och Vitterhetssamhället i Göteborg och blev 2015 ledamot av Ingenjörsvetenskapsakademien, i dess avdelning för företagande och ledarskap.

## Publikationer
Anna Dubois har fler än 100 referentgranskade vetenskapliga publiceringar i Chalmers publikationsdatabas. Enligt Google Scholar har hennes publikationer 2018 ett h-index på 24, det vill säga hon är medförfattare till minst 24 artiklar som samtliga har minst 24 citeringar.

### Artiklar i urval
- Managing interfaces with suppliers, tillsammans med Luis Araujo och Lars-Erik Gadde. Industrial marketing management 28.5 (1999): 497-506.
- Supply strategy and network effects—purchasing behaviour in the construction industry, tillsammans med Lars-Erik Gadde. European Journal of Purchasing & Supply Management 6.3 (2000): 207-215.[9]
- Systematic combining: an abductive approach to case research, tillsammans med Lars-Erik Gadde. Journal of business research 55.7 (2002): 553-560.
- The construction industry as a loosely coupled system: implications for productivity and innovation, tillsammans med Lars-Erik Gadde. Construction Management & Economics 20.7 (2002): 621-631.[10]